# Ferrocarril en la República Dominicana

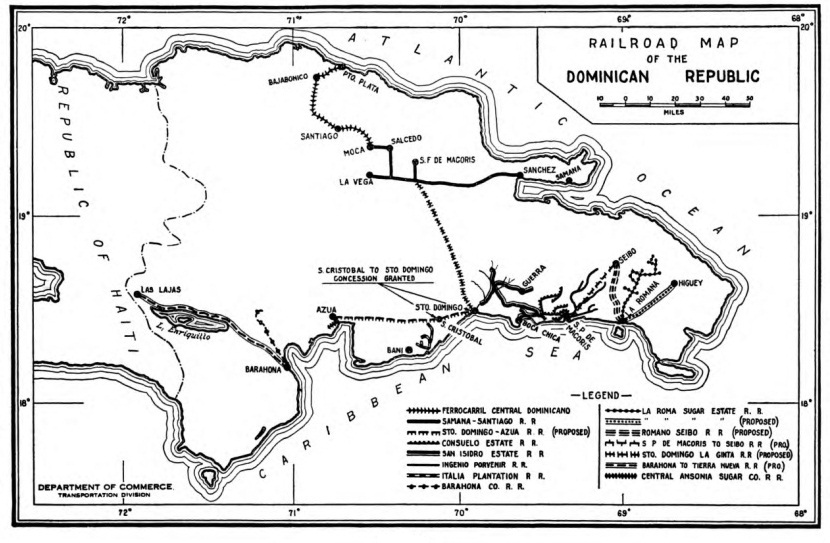
Plano ferroviario nacional de 1925

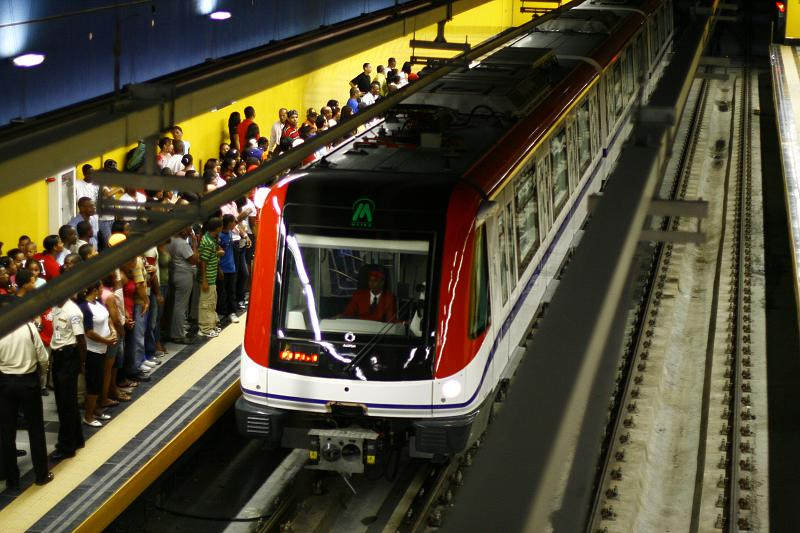
Estación de Juan Pablo Duarte del Metro de Santo Domingo

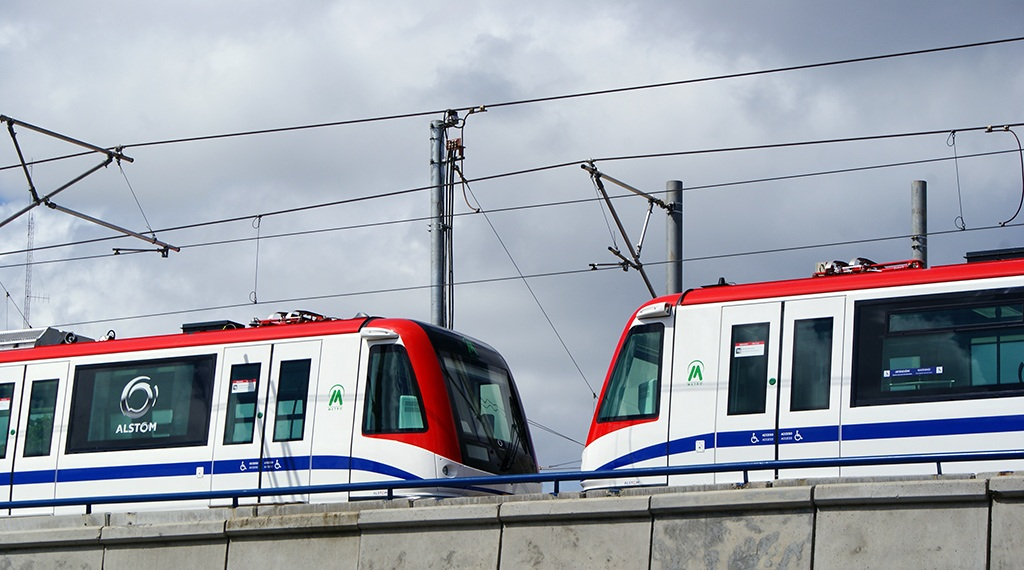
Un par de vagones Alstom Metrópolis 9000 Series utilizados en el Metro de Santo Domingo.

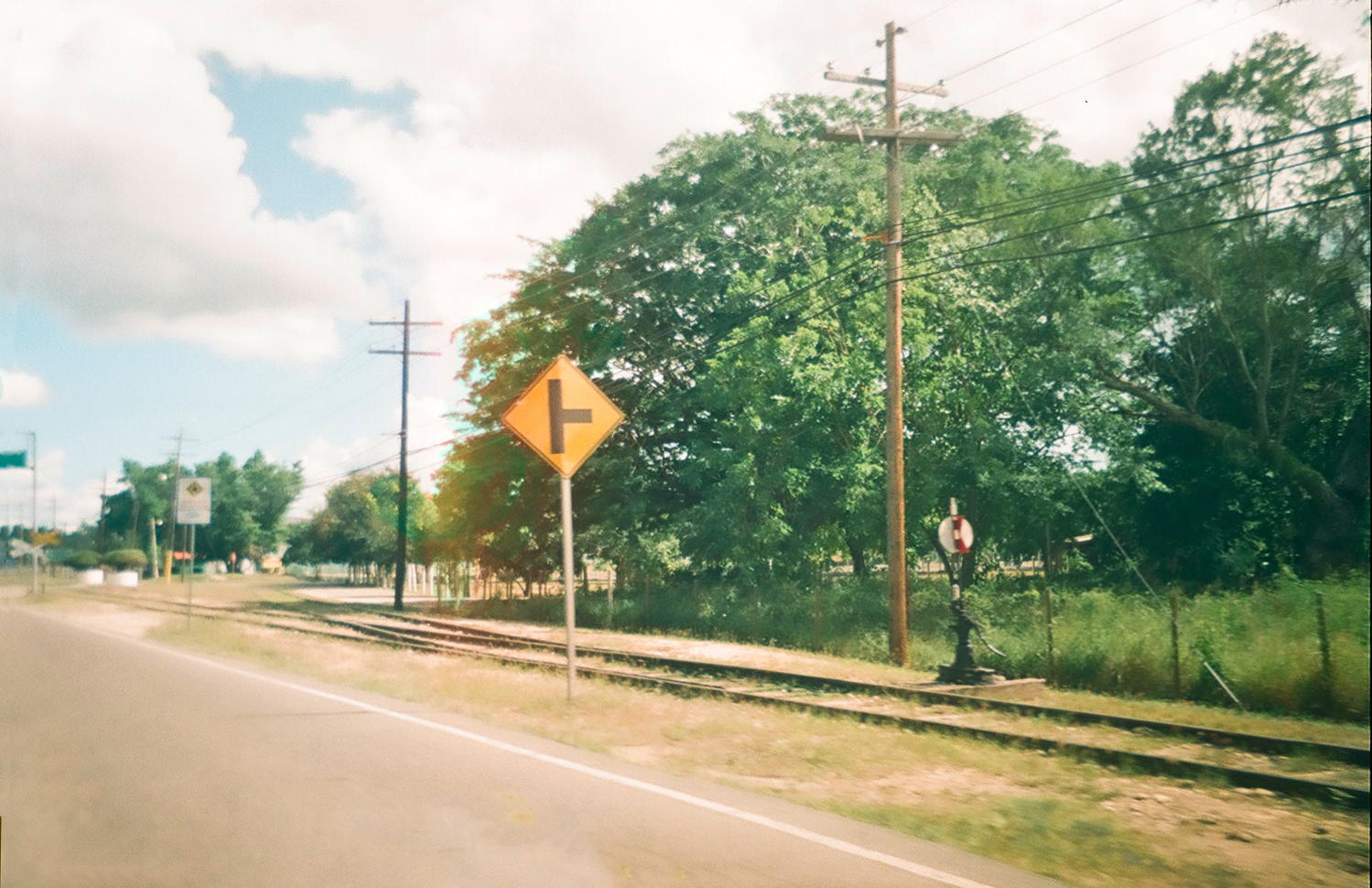
Vías ferroviarias del Ferrocarril de Romana Central, utilizadas por empresas privadas del sector de caña de azúcar. Esta línea conecta con la Zona Franca.

El transporte ferroviario en la República Dominicana está proporcionado por un operador público-nacional y varios otros más pequeños del sector privado, que sirven principalmente a los molinos de caña de azúcar. 
No hay ninguna conexión ferroviaria con Haití, su país vecino.

## Historia
La primera línea ferroviaria en la República Dominicana fue construida por la compañía "Escocesa", británica, y se inauguró en 1887, financiada por la compañía holandesa Westendorp. Ésta conectaba a la ciudad de Sánchez con las ciudades de San Francisco de Macorís, La Vega. Posteriormente (1894) se inició el Ferrocarril Central Dominicano (F.C.D.), financiado por la compañía norteamericana San Domingo Improvement Co. y construido por la compañía "Drake Construction Co.", que unía a Santiago de los Caballeros con Puerto Plata. Este fue inaugurado en 1897.

## Sistema

### Ferrocarriles nacionales
La red ferroviaria dominicana consta de varias líneas, tanto para carga y transporte de pasajero, utilizando distintos anchos de vía. Debido a la clausura de algunos de ellos, durante el siglo XX, la red ha sido en parte reducida a una serie de ramas aisladas, concentradas principalmente en los alrededores de las ciudades de San Pedro de Macorís y La Romana.
La red original era compuesta por las siguientes líneas ferroviarias:
- Ferrocarril de Romana Central- Fue establecida en 1911 para abastecer a los campos de caña de azúcar. La longitud total de la línea era de 757 kilómetros. Dentro de esos 757 kilómetros, 375 kilómetros eran de ancho internacional de 1.435 milímetros.
- Ferrocarril del Gobierno de la República Dominicana- Una línea de 142 kilómetros de ferrocarril de vía estrecha de 1.067 milímetros.
- Además de estas dos, hay más de 240 kilómetros de vías ferroviarias operadas por distintas empresas azucareras construidas con distintos anchos de vía. Algunas son de 762 milímetros y otras son de 1.067 milímetros de ferrocarril de vía estrecha.

### Metro y monorriel
En el 2008 se inauguró la Línea 1 del Metro de Santo Domingo, el primer metro del país. Es el segundo metro más antiguo del Caribe después del Tren Urbano de San Juan, Puerto Rico. El metro consta de dos líneas con una longitud total de 27,4 kilómetros y desde 2020 se construye una extensión de la red de 6.5 km; la que unirá a Santo Domingo D.N., el Municipio Santo Domingo Oeste y el Municipio Los Alcarrizos.
Además del Metro de Santo Domingo, el país está construyendo el Monorriel de Santiago de Los Caballeros, el cual su primera etapa de Cienfuegos a Pekin se inaugurará a inicios de 2026.